# Ivarskärsfjärden
Ivarskärsfjärden är en fjärd på gränsen mellan Hammarland och Finström på Åland. Fjärden är cirka 8 kilometer lång i nord-sydlig riktining och cirka 3 kilometer bred, den ligger cirka 17 kilometer nordväst om Mariehamn. I fjärden finns öarna Ivarskär, Bergholmen och Slåttholmen samt halvön Svartnö. I söder tar infjärden Bodafjärden vid och i norr Pantsarnäsfjärden.